# Kristian Sprecakovic
Kristian Sprecakovic (* 12. Juni 1978 in Heidelberg; † 19. Juli 2022) war ein deutscher Fußballspieler und  Trainer.

## Karriere
Sprecakovics Jugendvereine waren der TB Rohrbach-Boxberg und der FC Dossenheim. Von 1996 bis 1999 spielte er für die zweite Mannschaft des Karlsruher SC und wechselte 1999 zum SV Darmstadt 98. Er spielte von 2000 bis 2002 beim 1. FC Schweinfurt 05 und bestritt in dieser Zeit 33 Zweitligaspiele und 41 Regionalligaspiele für die Schweinfurter. Im Januar 2003 kehrte er für ein halbes Jahr zu den Lilien nach Darmstadt zurück, danach spielte er ein weiteres halbes Jahr beim Oberligisten SSV Reutlingen, bevor er sich zur Rückrunde 2003/04 dem SV Wehen anschloss. Dort blieb er bis 2005 und spielte anschließend bis Ende 2007 für die SV Elversberg. Nach einem halben Jahr bei Tscherno More Warna war er zunächst vereinslos und schloss sich im Oktober 2008 dem TV Hardheim an. Zur Saison 2009/10 wechselte er zu den Würzburger Kickers. Im Januar 2012 schloss er sich dem ASV/DJK Eppelheim an.
Am 19. Juli 2022 verstarb Kristian Sprecakovic an einer Krebserkrankung.